# Winter-Asienspiele 2025/Skibergsteigen
Bei den IX. Winter-Asienspielen fanden zwischen dem 9. und 13. Februar 2025 erstmals drei Wettkämpfe im Skibergsteigen statt. Die Austragung fand im Hinblick auf die Olympischen Winterspiele 2026 statt, wo Skibergsteigen erstmals olympisch sein wird. Ausgetragen wurden die Wettkämpfe im Yabuli Ski Resort.

## Bilanz

### Medaillenspiegel
| Platz  | Land                | Gold | Silber | Bronze | Gesamt |
| ------ | ------------------- | ---- | ------ | ------ | ------ |
| 1      | Volksrepublik China | 3    | 3      | 3      | 9      |
| Gesamt | Gesamt              | 3    | 3      | 3      | 9      |

### Medaillengewinner
| Disziplin     | Gold                                     | Silber                                  | Bronze                                         |
| ------------- | ---------------------------------------- | --------------------------------------- | ---------------------------------------------- |
| Männer        |                                          |                                         |                                                |
| Sprint        | Bu Luer                                  | Zhang Chenghao                          | Bi Yuxin                                       |
| Frauen        |                                          |                                         |                                                |
| Sprint        | Cidan Yuzhen                             | Yu Jingxuan                             | Suolang Quzhen                                 |
| Mixed         |                                          |                                         |                                                |
| Mixed-Staffel | Volksrepublik China Bu Luer Cidan Yuzhen | Volksrepublik China Bi Yuxin Yu Jinxuan | Volksrepublik China Liu Jianbin Suolang Quzhen |